# Unité urbaine de Chasseneuil-sur-Bonnieure
 (novembre 2024).
L'unité urbaine de Chasseneuil-sur-Bonnieure est une unité urbaine française constituée par la commune de Chasseneuil-sur-Bonnieure, petite ville sur les bords de la Bonnieure, sous-affluent du fleuve Charente, située dans le nord-est du département de la Charente.

## Données générales
En 2020, l'INSEE a procédé à une redéfinition des zonages des unités urbaines de la France; celle de Chasseneuil-sur-Bonnieure est demeurée inchangée formant une ville isolée  selon les critères de l'INSEE qui lui a donné le code 16103.
Lors du remaniement des périmètres des unités urbaines de 2010, l'unité urbaine de Chasseneuil-sur-Bonnieure, était également classée commune urbaine "isolée" selon la nomenclature de l'INSEE.
En 2021, avec 3 101 habitants, elle occupe la 8e place des unités urbaines de la Charente, et appartient à la catégorie des unités urbaines de 2 000 à 4 999 habitants.
Sa densité de population qui s'élève à 93 hab/km² en 2021 en fait une unité urbaine à la densité de population moyenne mais qui reste nettement supérieure à celle du département de la Charente qui est d'environ 59 hab/km².
Elle ne fait partie d'aucune aire d'attraction des villes, étant intercalée entre l'aire d'attraction d'Angoulême, au sud, et celle de  Confolens, au nord. 

## Délimitation de l'unité urbaine de 2020
| Nom                                      | Code Insee | Département | Statut       | Superficie (km2) | Population (dernière pop. légale) | Densité (hab./km2) | Modifier                                    |
| ---------------------------------------- | ---------- | ----------- | ------------ | ---------------- | --------------------------------- | ------------------ | ------------------------------------------- |
| Chasseneuil-sur-Bonnieure (ville-centre) | 16085      | Charente    | ville-isolée | 33,34            | 3 103 (2022)                      | 93                 | modifier les données · modifier les données |

## Sources et références
1. ↑  Composition de l'unité urbaine de Chasseneuil-sur-Bonnieure en 2020 - Source : Insee